# Stipa clarazii
Stipa clarazii là một loài thực vật có hoa trong họ Hòa thảo. Loài này được Ball miêu tả khoa học đầu tiên năm 1884.